# Isaac Jessurun
Isaac Jessurun (* vermutlich in Venedig; † 9. März 1665 in Hamburg) war ein Rabbiner.

## Leben und Wirken
Isaac Jessurun wurde vermutlich in Venedig geboren, wo er dann als Rabbiner wirkte. Auf Bitten der Gemeinde der Portugiesischen Juden in Hamburg, die gute Kontakte mit italienischen Rabbinern pflegte, ging er nach Hamburg und wurde Oberrabbiner der Gemeinde. Er lehrte an der Schule der Gemeinde und predigte jeden dritten Sabbat in der Hauptsynagoge. 1652 schlossen sich drei kleinere Gemeinden zur Heiligen Gemeinde der Sephardim Beith Israel zusammen, deren erster Oberrabbiner möglicherweise Isaac Jessurun war.
Jessurun war verheiratet mit Clara. Das Ehepaar hatte zahlreiche Kinder, die Jessurun mit der Entlohnung für die Rabbinertätigkeiten alleine nicht unterhalten konnte. Aus diesem Grund besuchte er einmal monatlich den Bankier Abraham Senior Teixeira, um in dessen Privatwohnung zu predigen. 1658 bat Jessurun um eine Gehaltserhöhung, woraufhin die Gemeinde ihm eine Zulage zahlte. 1661 übernahm er als Superintendent die Leitung der Talmud Tora-Schule.
Issac Jessurun starb im März 1665 in Hamburg. Sein Grab sowie das seiner Frau befindet sich auf dem Jüdischen Friedhof in Hamburg-Altona. Gemeindemitglieder verfassten kurz nach seinem Tod eine Notiz im Protokollbuch, in der sie schilderten, dass Jessurun nur schwer zu ersetzen sei. Außerdem sagten sie zu, die hinterbliebenen Familienmitglieder unterstützen zu wollen.